# Here Comes the Navy
Here Comes the Navy (Brasil: Aí Vem a Marinha! / Portugal: Marinheiros em Terra) é um filme norte-americano de 1934, do gênero comédia, dirigido por Lloyd Bacon  e estrelado por James Cagney e Pat O'Brien.

## Produção

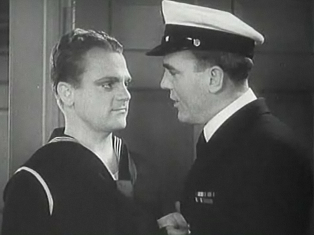
James Cagney e Pat O'Brien em cena do trailer do filme

Filmado a bordo do navio de guerra U. S. S. Arizona (que seria afundado pelos japoneses durante o ataque a Pearl Harbor em 1941) e na Base Naval de San Diego, Here Comes the Navy é o primeiro dos oito filmes que James Cagney fez com Pat O'Brien -- e um dos melhores. Foi também o primeiro de Cagney após a formação da Catholic League of Decency, o que significou a diminuição da violência contra mulheres(Cagney ficara famoso por atirar grapefruit no rosto de Mae Clarke no clássico The Public Enemy. Maltratar mulheres era uma característica dos muitos gângsteres que ele interpretou no cinema).
Na década de 1930, ficaram populares filmes de propaganda que incentivavam o alistamento nas Forças Armadas. O diretor Lloyd Bacon, um oficial da Marinha na reserva, dirigiu cinco deles, o primeiro tendo sido exatamente Here Comes the Navy (os outros foram realizados entre 1935 e 1943).
Mais interessante por retratar o dia a dia na Marinha do que por seu enredo de rotina, a película foi indicada pela Academia ao Oscar de Melhor Filme.

## Sinopse
O arrogante Chesty O'Conner perde a namorada para o oficial da Marinha Biff Martin e alista-se no mesmo navio em que o rival está engajado, só para conseguir uma revanche. Indisciplinado e intratável, ele acumula inimizades, mas não se importa porque está atraído por Dorothy, que vem a ser a irmã de Biff. Com o tempo, Chesty muda o temperamento e consegue até mostrar-se capaz de um gesto heroico.

## Premiações
| Prêmio | Categoria    | Situação |
| ------ | ------------ | -------- |
| Oscar  | Melhor Filme | Indicado |

## Elenco
| Ator/Atriz        | Personagem        |
| ----------------- | ----------------- |
| James Cagney      | Chesty O'Conner   |
| Pat O'Brien       | Biff Martin       |
| Gloria Stuart     | Dorothy Martin    |
| Frank McHugh      | Droopy Mullins    |
| Robert Barrat     | Comandante Denny  |
| Willard Robertson | Oficial Executivo |
| Howard Hickman    | Capitão           |
| George Irving     | Almirante         |